# Gavino Ledda
Gavino Ledda (* 30. prosince 1938 Siligo) je italský jazykovědec a spisovatel.

## Život
Narodil se na sardinském venkově v rodině pastevců ovcí, jeho autoritativní otec mu nedovolil chodit do školy, aby nezanedbával práci na rodinném hospodářství. Ještě ve dvaceti letech, když narukoval do armády, byl Ledda negramotný a neovládal spisovnou italštinu. V kasárnách se spřátelil se spisovatelem Francem Manescalchim, který v něm probudil zájem o vzdělání. V roce 1969 Ledda vystudoval italskou a sardinskou filologii na římské Univerzitě La Sapienza, poté pracoval v Accademia della Crusca a na Univerzitě v Cagliari. V roce 1975 vydal autobiografický román Padre padrone (do češtiny byl přeložen jako Drsné pastorále), který se stal mezinárodním bestsellerem a získal literární cenu Premio Viareggio. V roce 1977 podle knihy natočili bratři Tavianiové stejnojmenný film, který byl oceněn Zlatou palmou na festivalu v Cannes. K Leddovým dílům patří také experimentální film Ydris nebo básnická sbírka Aurum tellus.